# Дама з камеліями (фільм, 1926)
«Дама з камеліями» (англ. Camille) — американська короткометражна драма режисера Ральфа Бартона 1926 року.

## Сюжет
Екранізація п'єси Дюма: молода жінка стає куртизанкою і трагедія трапляється з нею.

## У ролях
- Поль Робсон — Олександр Дюма-син
- Сінклер Льюїс — Алегорична фігура
- Аніта Лус — дама з камеліями
- Джордж Жан Нейтан — Артур
- Дональд Фріман — Гюстав
- Полін Старк — Нан
- Теодор Драйзер — Газ-Дом Глісен
- Шервуд Андерсон — містер Ікс
- Кларенс Дарроу — Аугуст Пітерс
- Луїс Моран — Аліса Браун